# 涡水镇
涡水镇，是中华人民共和国广东省清远市连南瑶族自治县下辖的一个乡镇级行政单位。

## 行政区划
涡水镇下辖以下地区：
涡水村、瑶龙村、马头冲村、必坑村、大竹湾村和六联村。